# الكسندر غوردون
الكسندر غوردون (بالروسية: Александр Гарриевич Гордон)‏ هو مقدم تلفزيوني ومقدم برامج إذاعية وتربوي ومذيع وصحفي ومخرج وممثل أمريكي وروسيا (وحمل سابقاً جنسية الاتحاد السوفيتي)، ولد في 20 فبراير 1964 في روسيا. من الجوائز التي نالها جائزة التلفزيون الصناعي ‏.

## جوائز
- جائزة التلفزيون الصناعي [الإنجليزية]‏

## وصلات خارجية
- الكسندر غوردون على موقع IMDb (الإنجليزية)
- الكسندر غوردون على موقع قاعدة بيانات الفيلم (الإنجليزية)
- الكسندر غوردون على موقع كينوبويسك (الروسية)